# Burgstall Unterschönegg
Die Burg Unterschönegg, auch Niederschönegggenannt, bezeichnet eine abgegangene Höhenburg im gleichnamigen Ortsteil von Babenhausen  im Landkreis Unterallgäu in Bayern.

## Lage
Der Burgstall liegt am östlichen Ende des Ortes auf einer bewaldeten Bergzunge über der Günz.

## Geschichte
Eine Burg des Heinrich von Schönegg aus dem bedeutenden Reichsministerialengeschlechts der Herren von Schönegg wird erstmals im Jahr 1230 erwähnt. Die Burg ging im 14. Jahrhundert an das Hochstift Augsburg über. Im Zuge der Auseinandersetzung zwischen den Reichsstädten und Kaiser Ludwig dem Bayern wurden Teile des Dorfes niedergebrannt und die Burg zerstört. Ein Burgstall ist heute noch von der Burganlage erkennbar.